# Камені Дропа
Камені Дропа — псевдоархеологічна та уфологічна містифікація, набір із 716 круглих кам'яних дисків з Тибету, що датуються віком 12 000 років. Кожен диск мав діаметр до 30 см і мав дві борозенки, що виходили з центрального отвору, у вигляді подвійної спіралі. На дисках знаходилися крихітні ієрогліфічні знаки. Вважається, що ці камені схожі на китайські нефритові диски Бі. Жоден з тих каменів не зберігається в жодному музеї світу і недоступний дослідникам. Тому існування каменів вважається сумнівним та обманом.

## Відкриття та дослідження
Згідно з уфологічними теоріями, у 1938 році в горах Баян-Хара-Ула на кордоні між Китаєм і Тибетом, де китайський професор Чжи Пу Тей виявив систему могил. Скелети мали лише близько 120 см у висоту і мали великі розвинені черепи. Усередині сусідньої печерної системи Чжи Пу Тей і його команда знайшли цікаве наскельне мистецтво, на якому зображені фігури з круглими шоломами. На скелі також були вигравірувані сонце, місяць, земля та зірки, з'єднані групами точок розміром з горошину. Далі в печері команда знайшла колекцію кам'яних дисків, більшість з яких були наполовину закопані в підлозі печери.
Вважається, що протягом наступних двох десятиліть диски були марковані та зберігалися в Пекінському університеті. У 1958 році камені отримав професор Цум Ум Нуй для вивчення. Він, нібито, зумів розшифрувати ієрогліфічні символи після чотирьох років вивчення. Як він стверджував, написи розповідали історію космічного корабля, який розбився в районі печери і що на кораблі були люди Дропа. На одному з дисків, мабуть, було написано наступне: «Дропа спустилися з хмар на своєму літаку. Наші чоловіки, жінки та діти ховалися в печерах десять разів до сходу сонця. Коли ми нарешті зрозуміли жестову мову Дропи, ми зрозуміли що прибульці мали мирні наміри». У 1962 році Цум Ум Нуй опублікував свої висновки в професійному журналі, і згодом був висміяний і зустрінутий з недовірою. Невдовзі після цього він, за цими ж переказами, поїхав до Японії в самовільне вигнання, де помер незабаром після того, як завершив написання рукопису своєї роботи.
У 1974 році австрійський інженер Ернст Вегерер відвідав музей Банпо в місті Сіань, де, нібито, побачив два диски Дропа. Коли Вегенер запитав про походження та призначення каменів, адміністратор музею не зміг дати відповіді. Вегенеру вдалося сфотографувати диски, але на його фотографіях не видно ієрогліфів, оскільки вони були приховані спалахом фотоапарата. У 1994 році німецький вчений Хартвіг Гаусдорф і його колега Петер Красса відвідали музей Банпо в 1994 році, де їм сказали, що керівництво наказало знищити диски оскільки вони офіційно не визнають їх справжність.

## Докази містифікації
Скептики звертають увагу на такі аргументи проти існування каменів Дропа:
- У Китаї немає жодних записів та публікацій про експедицію Чжи Пу Тея до Тибету в 1938 році. Також ім'я професора Цум Ум Нуй пов'язане лише з цими каменями, і невідомі інші його праці. Взагалі Переважна більшість імен і джерел неможливо підтвердити, а факт існування радянських чи китайських вчених неможливо знайти.
- Здається малоймовірним, щоб вчений за чотири роки зміг розшифрувати й зрозуміти зовсім невідому мову. Розшифровка стародавніх писань зазвичай займала десятиліття для кількох команд експертів-лінгвістів, і це навіть тоді, коли їх можна пов'язати з іншою відомою мовою.
- Псевдоархеологи вважають, що кам'яні диски зберігалися в різних музеях Китаю. Однак у жодному з цих музеїв немає записів або слідів існування каменів Дропа.
- На фотографіях Вегерера відсутні конкретні докази ієрогліфів, і вони схожі на диски Бі — круглі нефритові диски з отворами в центрі. Вони датовані 3000 роком до н. е. і були поширені на території сучасного Шеньсі. Деякі бі прикрашені паралельними борозенками та іншими позначками.